# Elisha P. Ferry
Elisha Peyre Ferry, född 9 augusti 1825 i Monroe County i Michigan, död 14 oktober 1895 i Seattle i Washington, var en amerikansk republikansk politiker. Han var Washingtonterritoriets guvernör 1872–1880 och Washingtons guvernör 1889–1893.
Ferry inledde sin karriär som advokat i Illinois. År 1859 tjänstgjorde Ferry som borgmästare i Waukegan i samband med att orten fick stadsrättigheter och borgmästarämbetet inrättades.
Ferry efterträdde 1872 Edward S. Salomon som Washingtonterritoriets guvernör och efterträddes 1880 av William A. Newell. År 1889 blev territoriet en delstat och Ferry vann det första borgmästarvalet. Han efterträddes 1893 som delstatens guvernör av John McGraw.
Ferry avled 1895 och gravsattes på Lake View Cemetery i Seattle. Ferry County har fått sitt namn efter Elisha P. Ferry.